# Flagge Mosambiks

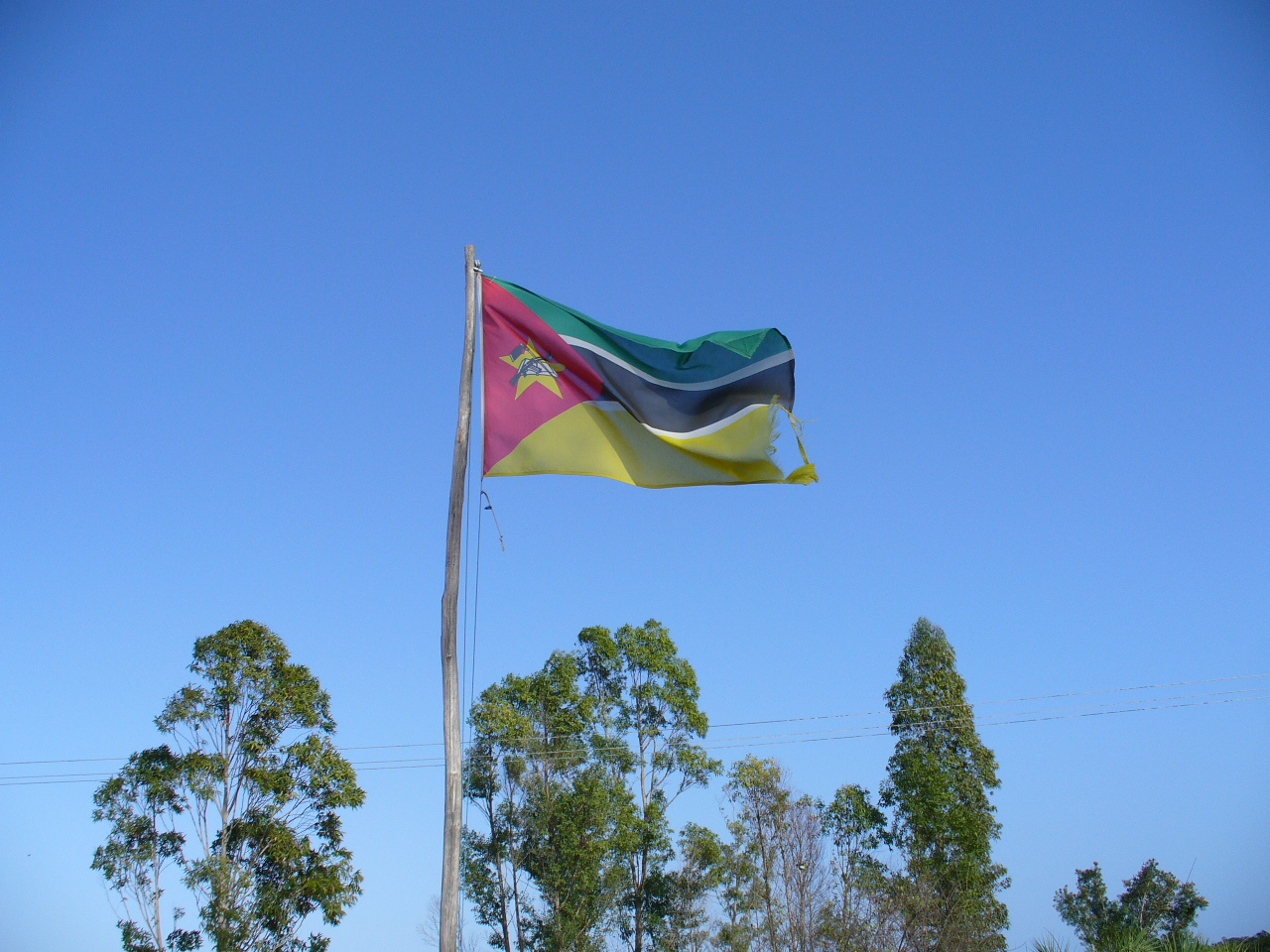
Wehende Flagge

Die Flagge Mosambiks basiert auf der alten Flagge der Freiheitsbewegung FRELIMO (Frente de Libertação de Moçambique). Diese wiederum ist von den Farben der Südafrikanischen Freiheitsbewegung ANC inspiriert worden. Diese haben folgende Bedeutung:
- Grün steht für die Landwirtschaft.
- Schwarz symbolisiert den schwarzen Kontinent.
- Gelb steht für den Erzreichtum des Landes.
- Weiß ist stellvertretend für Gerechtigkeit und Frieden.
- Rot erinnert an den revolutionären Kampf gegen den Kolonialismus.

Die Kalaschnikow mit Bajonett im Emblem steht für Verteidigung und Wachsamkeit, die Hacke für Landwirte und deren Erzeugnisse und das Buch für die Bildung. Der Stern steht für den Geist des Internationalismus, in dem sich das Land wiederfindet.
Die Flagge wurde am 1. Mai 1983 offiziell eingeführt und löste die Vorgängerversion ab, welche die gleichen Farben und ähnliche Symbole verwendete und 1975 eingeführt wurde.
Die häufig mit schwarz und/oder weiß kombinierten Farben rot-gelb-grün sind die panafrikanischen Farben, die auf vielen afrikanischen Flaggen zu finden sind.

## Geschichte

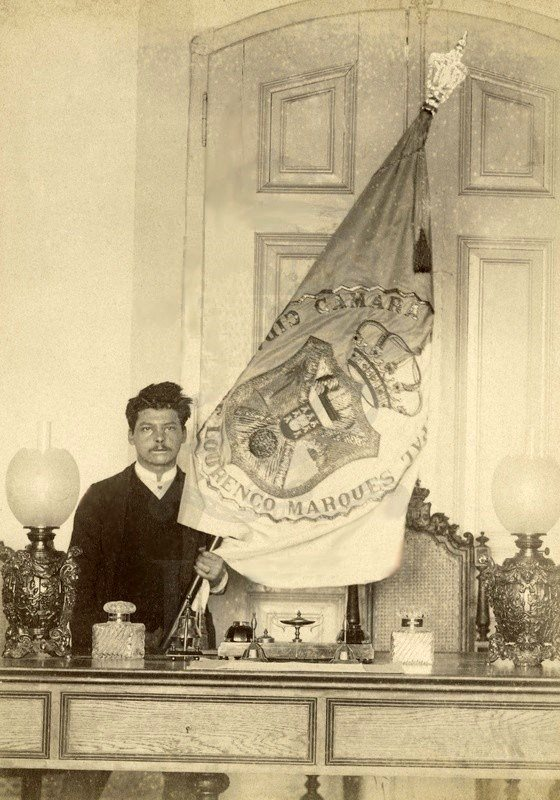
Flagge Maputos um 1900

Während der kolonialen Zeit wurde im damaligen Portugiesisch-Ostafrika die Flagge Portugals verwendet. 1967 gab es einen Vorschlag für die Kolonien zu der Flagge Portugals das jeweilige Wappen der Kolonie anzufügen.
Während der Vorbereitungen zur Unabhängigkeit wurde die FRELIMO-Flagge neben der portugiesischen Flagge gesetzt. Mit Entlassung in die Unabhängigkeit wurde eine neue Flagge angenommen. 1982 änderte man das Wappen Mosambiks, da aber 1983 bereits eine neue Flagge eingeführt wurde, ist die Wahrscheinlichkeit groß, dass die Flagge bis dahin nicht mehr verändert wurde. Im April 1983 führte man wieder die FRELIMO-Flagge ein, die im Dreieck eine vereinfachte Form des Staatswappens, wie es schon in der Flagge von 1975 zu finden war, auf einem Stern trug, kurz darauf wurde das Emblem weiter zur heutigen Version vereinfacht.

Flaggenvorschlag für Portugiesisch-Ostafrika 1967
Flagge der FRELIMO. Prä-Unabhängigkeitsflagge vom 5. September 1974 bis 25. Juni 1975
Nationalflagge vom 25. Juni 1975 bis April 1983
Nationalflagge im April 1983

## Weitere Flaggen Mosambiks

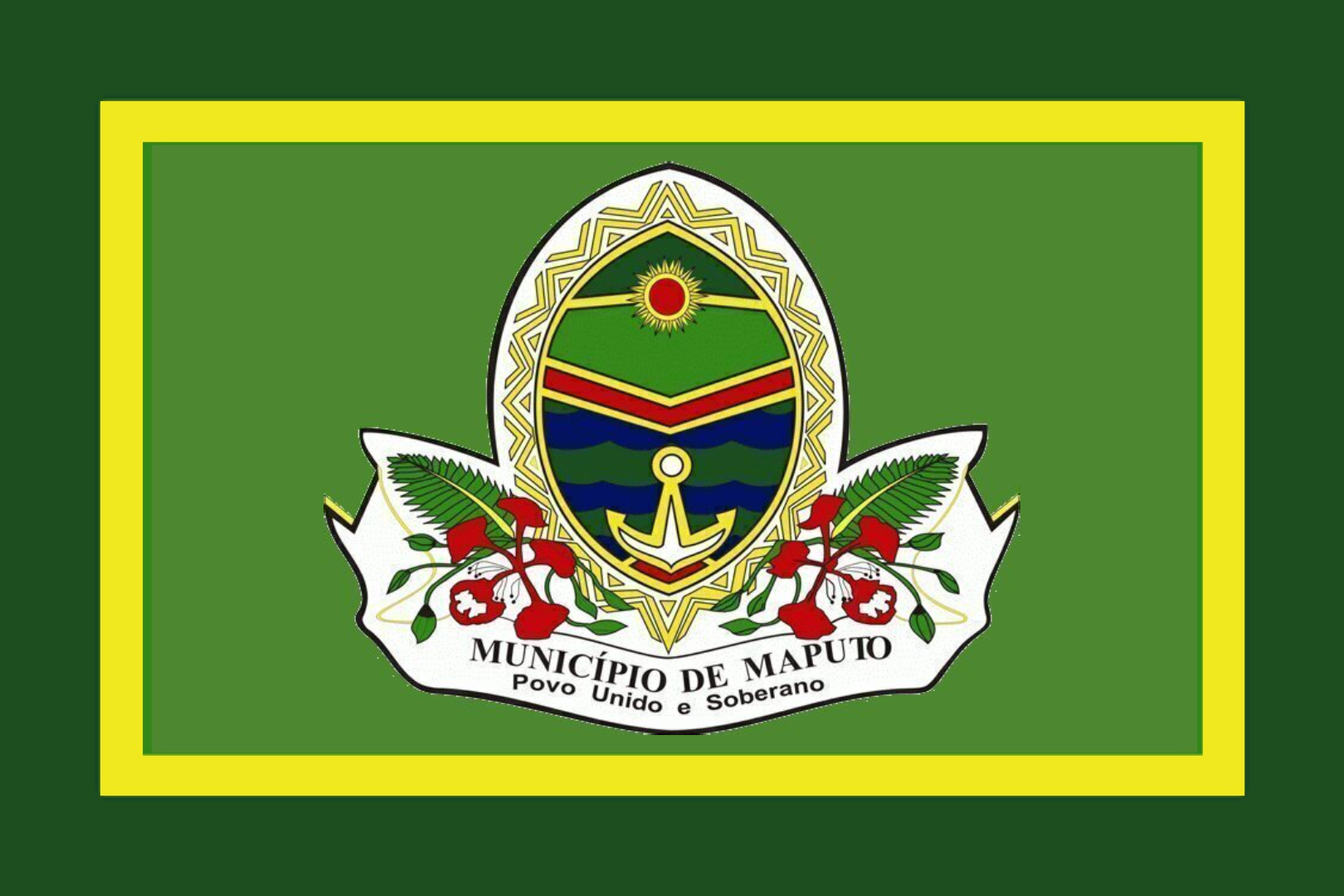
Flagge von Maputo